# Nathalie (brano musicale)
Nathalie è una canzone scritta da Pierre Delanoë e composta da Gilbert Bécaud.

## Contenuto e l'ispirazione
La voce narrante è quella di un francese in visita a Mosca, al tempo in cui era capitale dell'Unione Sovietica. Nathalie è il nome della guida turistica che lo accompagna attraverso la Piazza Rossa coperta di neve e vuota. Poi nella stanza all'università, mentre gli altri studenti vanno via, lui rimane solo con la sua guida. Ora i loro discorsi non sono più sulla rivoluzione d'ottobre o sul Mausoleo di Lenin o sulla cioccolata al caffè Puskin, ma le parole fanno intuire che trascorrono una notte insieme, prima che l'uomo ritorni a Parigi, la città dove spera che un giorno farà lui da guida alla ragazza.

## Altre versioni
Nathalie è stata pubblicata nella versione in francese da Georges Chelon, Patrick Bruel, Yves Duteil, Richard Anthony, Shy'm, Sanseverino e Adamo. 
È stata anche tradotta in altre lingue: in finlandese da Tapani Pertu, in serbo-croato da Dorde Marjanovic, in tedesco da Peter Alexander, in svedese da Carli Tornehave e in bolognese da Dino Sarti.

## Curiosità
Il famoso caffè Puskin nel 1964 non esisteva, era un nome immaginato da Pierre Delanoë, ma fu creato nel 1999 e fu inaugurato da Gilbert Bécaud.